# 오피스스위트
오피스스위트(OfficeSuite)는 MobiSystems에서 개발한 크로스 플랫폼  문서 편집 프로그램이다. 안드로이드, iOS 및 마이크로소프트 윈도우 (PC) 버전이 있으며, 가장 많이 사용되는 파일 형식인 마이크로소프트 오피스와의 파일 형식 호환이 가능하며 광범위한 PDF 편집 기능을 제공한다. 오피스스위트는 구글 플레이에서 2억 2천만 건 이상 다운로드되었으며, 최고의 비즈니스용 안드로이드 앱 중 하나로, 국내 공식인증 리셀러로는 Mwav(엠웨이브) 그룹이 있다.
오피스스위트는 소니, 아마존, 알카텔, 샤프, 도시바, ZTE, 화웨이, 교세라 장치에 사전 설치되어 있다.

## 약력
- 2004년 - MobiSystems사의 앱(Quick Spell, Quick Check and Quick Write)과 통합하여 Palm OS에 최초 출시
- 2005년 - Symbian OS에 출시
- 2006년 - 소니 기본 안드로이드 앱으로 선정[6]
- 2013년 - IOS용 앱 출시
- 2016년 - 윈도우(PC) 버전 출시[7]. Google Drive, Box, iCloud, OneDrive, MobiSystems Drive와 같은 클라우드 저장소와 연동됨
- 2018년 - Google Android Excellence Award[8] 수상

## 구성 요소
- OfficeSuite Word - 텍스트 편집기
- OfficeSuite Mail - 캘린더가 포함된 이메일
- OfficeSuite Sheet - 스프레드 시트 편집기
- OfficeSuite PDF - PDF 뷰어 및 편집기
- OfficeSuite Presentation - 프레젠테이션 프로그램

## 소프트웨어 버전의 기능
1. OfficeSuite
  - Microsoft Word, Microsoft Excel, Microsoft PowerPoint 및 Adobe PDF 파일과 호환[9]
2. OfficeSuite Pro
  - 'OfficeSuite'에서 제공하는 모든 기능
  - 인쇄
  - PDF를 Word, Excel, ePUB로 변환
  - PDF로 저장
  - 암호화된 문서 생성
  - 트랙 변경 옵션
3. OfficeSuite Personal / Premium
  - OfficeSuite Pro에서 제공하는 모든 기능
  - 사진 및 PDF 주석 추가
  - CSV로 저장
  - Excel 조건부 서식 지원
  - 단일 라이센스로 Android, iOS 및 Windows에서 OfficeSuite 사용

이 소프트웨어는 텍스트 글꼴, 색상, 크기 및 스타일뿐만 아니라 파일을 편집하고 관리 할 수 있으며 문서 편집 프로그램이 제공하는 일반적인 기능을 제공한다.

## 같이 보기
- 오피스 제품군 비교
- 마이크로소프트 오피스
- 구글 문서도구